# 1995年のスモーク・オン・ザ・ウォーター
『1995年のスモーク・オン・ザ・ウォーター』（せんきゅうひゃくきゅうじゅうごねんのスモーク・オン・ザ・ウォーター）は、五十嵐貴久著の小説で、『1985年の奇跡』『2005年のロケットボーイズ』につづく青春3部作の最終作。ロックバンドを結成する主婦たちを主人公とする物語。2007年10月23日に双葉社より単行本、2011年6月16日に双葉社より文庫本が刊行された。
2008年には、漫画版が富樫じゅんの作画により「Eleganceイブ」（秋田書店）7月号から9月号に掲載。秋田書店より単行本が発刊された。
2009年には『輝け!主婦バンド FOUR RIVERS スモーク・オン・ザ・ウォーター2009』のタイトルで舞台化され、2012年には『ウタヒメ 彼女たちのスモーク・オン・ザ・ウォーター』のタイトルで映画化されている。

## あらすじ
阪神・淡路大震災や地下鉄サリン事件の起きた1995年、44歳の専業主婦、井口美恵子は製薬会社勤めの夫・幸輔と高校受験に失敗し中学浪人の息子・真人の3人暮らし。悪友・友坂かおりの借金がらみによりコンビニでパートを始め、あるきっかけでかおりから「バンドやろうっ!」と持ち掛けられる。おばさん仲間を集めてバンドを組むことになったが、メンバーは一人を除いて楽器の演奏はど素人ばかり。目標は「スモーク・オン・ザ・ウォーター」を完全演奏する事。家族には内緒で猛特訓の後、ひょんなことから息子が来年再受験する私立紅陽高校の阪神・淡路大震災チャリティーライブに出場することになるが…。

## 登場人物

### フォー・リバース (Four Rivers) のメンバー
井口美恵子（いぐち みえこ）ギター (G) & リードヴォーカル (Vo)
主人公。旧姓・麻生、フォー・リバースの名目上のリーダー（実質は連絡係兼調整役）。1951年生まれ、東京都国分寺市出身の44歳。身長152cm、体重52kg、バスト80cm、ウエスト&ヒップは決して口外できない。自称「地味で真面目だけが取り柄」で、学業成績は優秀であった（音楽と体育を除く）、いわゆる優等生タイプ。中・高は三多摩では有名な共学の私立一貫校で、大学は神保町にある4年制女子大・英米文学科で、当時は全共闘が大騒ぎしていた頃であったが、いわゆるノンポリであった為、そのような活動には縁がなかった。大学卒業後、キノシタ製薬の総務部に入社し、26歳直前で総務部の上司に紹介された現夫の幸輔と結婚の為寿退社。以後専業主婦として平凡な家庭生活を送っていたが、今では4歳年上の真面目で無口な夫・幸輔の家庭に対しての無関心さや、志望高校の受験に失敗し、引きこもり同然となっている息子・真人の存在に日々ストレスを感じるようになっていた。
彼氏に騙されて40万円の借金を抱えたかおりに、幸輔から40万円を貸してくれるよう頼んで欲しいと泣きつかれ、幸輔から貸し出しの承諾を得るが、万が一かおりが返済できない時の為にコンビニ「フォー・リバース」でパートをすることになる（パートに出たかった一番の理由は予備校に通う以外ほとんど外出しない息子・真人の存在から逃避したい為である）。
楽器演奏の経験は小学校高学年までのピアノのバイエル程度でエレキギターは全くの素人である。
学業としての音楽は苦手だが、歌自体はうまい。また他のメンバーのヴォーカルとしての適性との兼合いもあり、新子から無理やりリードヴォーカルに指名される。
使用楽器は販売価格約11万の中古のフェンダー・ストラトキャスター、リッチー・ブラックモアモデル（ホームベース形ピック）を5万円で新子から購入した。
友坂かおり（ともさか かおり） キーボード (Key)
美恵子と同じ1951年生まれ（美恵子とは生まれた病院が一緒で、お互いの母親同士が親しい仲である）。身長162〜163cm、体重50kg弱、バスト88cm、ウエスト58cm、ヒップ88cm、東京都国立市出身の44歳。美恵子曰く「派手で自由奔放で男にやたらもてる」。中学に入ってから今日まで常に男遊び三昧の日々で、2股などは序の口、高校の時には6股をかけていたぐらいである。美恵子とは小学校を除いて私立の幼稚園から中学・高校まで同じ学校に通っていた（小学校当時、美恵子は国分寺市、かおりが国立市に別れて住んでいた為、別々の公立小学校だった）。高校卒業後は専門学校へ進み代官山で一人暮らしを始める。2年後に卒業してからは、宝石・装身具の販売会社に入社。20歳で最初の結婚（不倫の末の略奪婚だった）をするも3年後に離婚、31歳で2度目の結婚をし8年後にまたも離婚。現在では国立の実家近くにマンションを借り、2人の元夫からの慰謝料で悠々自適に暮らしている。
美恵子にとっては幼馴染にして悪友。美恵子と顔を会わすたびに（3度会う内2度は）金の無心をしている。
マルチ商法のサラリーマンである現在の彼氏に騙されて、40万円の借金を抱え、美恵子に幸輔から40万円を貸してくれるよう頼んで欲しいと泣きつく。
美恵子や雪見と一緒にカラオケに行ったことで何の根拠もなく、いきなり「バンドやろうっ!」と言い出した張本人である。
楽器演奏は中学までのピアノの経験があり、新子以外で唯一、一応楽譜も読める。
新子曰く「音痴で、声質が高すぎで矯正に時間がかかり、キーボードがリードヴォーカルのバンドはカッコが悪い!」との理由でリードヴォーカルの候補から外された。
美恵子の息子・真人の出産予定日より1か月早く陣痛が起き、その場に居合せたかおりが無免許で井口家の買ったばかりの新車を運転して美恵子を病院へ連れて行った事を恩に着せ真人のことを「まーくん」と呼んでいるが、美恵子はそう呼ばれるのを嫌がっている。
現在は免許を取り、自慢の愛車ユーノス・ロードスターに乗っている。
使用楽器はプロ用のキーボード・ヤマハFX-201985年製・中古だが80万円もする。なお、新品では220万円（漫画版では新品で250万円）。
立花雪見（たちばな ゆきみ） ドラムス (Ds)
1961年生まれ、身長150cm弱、岡山出身の34歳、国立在住。岡山の短大を卒業後に地元のデパートに勤務。実兄の同級生である7歳年上の夫とは22歳の時、いわゆるできちゃった結婚で結婚した。自動車ディーラーから証券会社に転職した夫について大阪、奈良、和歌山と転々とし、2年ほど前に夫の本社栄転で東京へ来た。各地を転々とした為、友達がなかなか出来ずそれがストレスになり、コンビニ「フォー・リバース」でちょくちょく万引きを繰り返すようになり、それを見つけた美恵子に捕まりこんこんと説教される。後日コンビニ「フォー・リバース」に菓子折りをそえて詫び状を送ったが、迂闊にも美恵子がかおりに詫び状を見せてしまい、詫び状の文章に勝手に憤慨したかおりに携帯電話で呼び出され、ひと悶着することになる。その後3人でカラオケに行き洋楽（クイーンやディープ・パープル等）を歌い、美恵子とかおりの青春時代を思い出させることになる（これがバンド結成のきっかけになる）。
以後はどさくさまぎれな感じで美恵子やかおりと付き合うことになる。
楽器演奏は小学生の時に小太鼓を少々程度なので、ドラムスは全くの初心者である。ドラムの演奏だけで一杯一杯の状態の為、リードヴォーカルの候補には最初から入っていない。
広田新子（ひろた しんこ） ベース (B) &コーラス
フォー・リバースの実質的なリーダー。1949年生まれ、身長約170cm、46歳（本人が自己紹介の際、年齢を7歳サバ読みしており、実は1942年生まれの53歳）、西国分寺在住。コンビニ「フォー・リバース」の窓に貼られた「急募・ベーシスト（40歳以上の女性限定）」の貼り紙を見て応募してきた、ギター歴30年（うちベースは20年）の自称・元プロのスタジオミュージシャン。夫も業界では名の知れたスタジオミュージシャンだったが、昔気質のロックンローラーだった為、酒に溺れ12年前に他界（以上キャリア以外は、ほぼ全て新子が美恵子たちに自己紹介する際、バンド内でのリーダーシップを取りたいが為についた嘘である）。元プロのふれこみも嘘で、本当はアマチュアであり、実際には夫は健在で、スタジオミュージシャンをやっていたことは真実だが有名ではなく、20代の終わりには業界を辞めて、今では文房具屋の店主をしている。
キャリアだけは長いのでヴォーカルもやっていたが、その為に声が潰れて魚屋のおばさんの売り込みのような声になってしまい、ワンコーラスなら歌えるが、フルコーラスやリードヴォーカルでは歌えなくなってしまっている。
極度の上がり性の為、今までプロになる為のオーディションにことごとく落ちている。
身に着けている服や音楽に対する考え方が古く、美恵子曰く「1970年代の遺物」。
フォー・リバースで唯一まともな楽器演奏の経験者で、残りの3人、特に楽譜の全く読めない美恵子と雪見に対しては「音を体で覚えるしかない!」と言ってスパルタ&軍隊式レッスンで鍛え上げる。
使用楽器はフェンダー・プレシジョンベースのラウンドローズボード。

### 井口家の家族
井口真人（いぐち まさと）
1980年生まれ、身長約165cm、15歳。美恵子が29歳の時に生まれた一人息子。美恵子曰く「私の息子にしては痩せている」。学業成績は優秀で三多摩地区でトップクラスの進学校・私立紅陽高校（国分寺市）を受験したが、受験時に運悪く悪性インフルエンザにかかり入試に不合格、さらに不運は続き、その後受験した公立高校も体調不良で不合格になってしまう。中学の教師からは夜間高校へ進むことを勧められたが、体調さえよければ絶対合格していたという意地とプライドもあってか、現在中学浪人として予備校に通い、来年の紅陽高校再受験に備えているが、予備校に通う以外はめったに外出もせず、家に引きこもり同然になりテレビゲームで憂さを晴らしている状態。受験に失敗してからは、拗ねたような目で周りを見るようになり、家庭内暴力こそないが美恵子にきつい言葉や態度で当たることも多くなった。美恵子にすれば「何を考えているのか解らない」状態であり、今では美恵子との会話は「飯」「カネ」「風呂」「寝る」と最小限の範囲内でまるで冷めきった夫婦のようである。
井口幸輔（いぐち こうすけ）
1947年生まれ、48歳。美恵子の夫で、理系の大学を卒業後、一部上場の大企業・キノシタ製薬の商品研究所勤務。商品開発一筋25年、研究所内でもその知識と経験の豊富さで「井口さんに任せればまちがいなし」と言われ、現在は商品開発部副部長である。典型的な研究者肌の男で真面目で無口、家庭のことは美恵子に任せきりである。その真面目さ故に浮気&不倫や付き合い以外での酒、博打には無縁で家に帰ってもいきなりパジャマやジャージではなくポロシャツとチノパンに着替えるほどである。
ご多分にもれず、時はバブル崩壊後の不景気の真っただ中、ここ最近業績を挙げていない幸輔は研究所から広報部の部長代理への移動（一応昇進で給与も少し上がるが、幸輔にすれば左遷されたも同じであった）の内示を受けるが、研究所で仕事をしたい気持ちと家族を養わなければならない（内示を断れば結局最終的にはリストラされてしまう）という現実のはざまで苦悩する。
学生時代より勉強一筋の真面目人間の為、洋楽については疎い（知っているバンドはビートルズぐらいである）。

### コンビニ「フォー・リバース」店員とその他
石川孝博（いしかわ たかひろ）
コンビニ「フォー・リバース」の男性アルバイト店員。
バンドでの愛称はジョニー。私立紅陽高校3年生（高校生ではバイトが出来ないので、店では慶應義塾大生の実兄・孝文の名を借り、大学生ということにしていた）。三鷹市在住で、自分たちでグランジ系のロックバンドを組んでいる。美恵子たちのバンド結成を単純に面白がって、いろいろと首を突っ込んでくる。
父は大手銀行の取締役、母は三鷹のカルチャーセンターで60人ほどの生徒相手に生け花を教えている自称・お坊ちゃんである。
勝田芳彦（かつた よしひこ）
年齢30代後半、独身。コンビニ「フォー・リバース」（元は先代より続く「四川屋（よつかわや）」という酒屋であった）の若社長。かおりに気があり且つお人好しな性格な為、かおりのパトロンにされ、プロ用のキーボード・ヤマハFX-20の購入代金80万円を払わされる羽目になる。
店の仕入れの目利きは確かなものを持っている。
小杉（こすぎ）
19歳。コンビニ「フォー・リバース」の女性アルバイト店員。のちにバイトを辞めることになる。
ヤザワ（やざわ）
コンビニ「フォー・リバース」のアルバイト店員。130円のカップ麺に1300円の値札シールを間違って貼った。
立花今日子（たちばな きょうこ）
1983年生まれ、12歳。雪見の娘で小学校6年生。雪見の娘にしては意外としっかり者である。1995年当時、TBS系列にて放映された豊川悦司・常盤貴子出演のドラマ『愛していると言ってくれ』のファンである。
大沢（おおさわ）
真人の中学時代の同級生で、現在は普通校に通っている。
武藤（むとう）
真人の中学時代の同級生で、現在は普通校に通っている。
福本（ふくもと）
真人の中学時代の同級生。中学時代は野球をやっていた。
大橋（おおはし）
真人の中学時代の同級生。現在は真人が再受験する私立・紅陽高校1年生で、偶然美恵子が国立のスタジオに出入りするのを見て、真人にご注進に及ぶ事になる。
菊田（きくた）
石川孝博の中学時代の女子同級生。
門田江見（かどた えみ）
美恵子の高校時代の同級生でチャリティーライブを見に来ていた。
新野 博子（しんの ひろこ）
美恵子の高校時代の同級生でチャリティーライブを見に来ていた。
広田（ひろた）
新子の夫で、大学時代に同じバンドで知り合った仲である。元スタジオミュージシャンであるが、決して演奏レベルが高いというわけではなく、20代の終わりには音楽業界を辞めていた。今は文房具屋をやっており、気の良さそうなおじさんである。
商店街の集まりでたまにギターを弾くことがある。
アベ（あべ）
36歳。現在かおりが2股をかけて付き合っている彼氏の1人で、マルチ商法のサラリーマンである。売上ノルマ達成の為にかおりの実印と預金通帳を持ち出し、かおり名義で40万円分の商品を購入し、結局最後はかおりに全てを押し付け遁走してしまう。
久野（くの）（漫画版では“ひさの”になっている）
愛称・くのっち。かつて、美恵子とかおりが通っていた高校の男子同級生で、高3の学園祭でバンドを組み、ディープ・パープルの「スモーク・オン・ザ・ウォーター」を演奏した（担当はギター）。
当時（1968年ごろ） はまだ女子だけのバンドなど考えられない時代で、その時の感動と興奮が、後に美恵子とかおりがバンドをやりたいと思う1つのきっかけを作ることになる。
道雄（みちお）
久野が高3の学園祭で組んだバンドのヴォーカル。男子。
三宅（みやけ）
久野が高3の学園祭で組んだバンドのベース担当。男子。
岡沢（おかざわ）
久野が高3の学園祭で組んだバンドのドラムス担当。男子。
吉岡（よしおか）
美恵子とかおりの1学年下の男子。バンドをやっており、かつてかおりがピアノが弾けることでバンドに参加するよう誘ったことがある。

## 書誌情報

### 小説
- 単行本：双葉社、2007年10月23日、ISBN 978-4-575-23591-3
- 文庫本：双葉文庫、2011年6月16日、ISBN 978-4-575-51437-7

### 漫画
- ALC DX、2008年9月26日、ISBN 978-4-253-15738-4

## 舞台
『輝け!主婦バンド FOUR RIVERS スモーク・オン・ザ・ウォーター2009』（かがやけ!しゅふバンド フォー・リバース スモーク・オン・ザ・ウォーターにせんきゅう）のタイトルで舞台化された。時代を2009年に置き換え、一部設定が変更されている。舞台初主演となるエド・はるみをはじめ、杏子、中澤裕子、秋野暢子が劇中のバンド演奏に挑戦する他、舞台とのコラボとして、特別協賛しているハウス食品の「カレー鍋つゆ」のCMにも出演した。

### キャスト（舞台）
- 井口恵美子（44） - エド・はるみ
- 友坂かおり（44） - 杏子
- 立花雪見（34） - 中澤裕子
- 広田新子（46、実は53） - 秋野暢子
- 石川孝博（17、コンビニ「フォー・リバース」のバイト店員） - 宮下雄也（RUN&GUN）
- 井口真人（15、恵美子の息子） - 伊阪達也
- 三沢麻由美（石川の後輩、真人の中学時代の同級生） - 中村友紀
- 西岡祐樹（石川の後輩、真人の中学時代の同級生） - 杉原正太
- 勝田芳彦（コンビニ「フォー・リバース」のオーナー） - 酒井敏也
- 井口幸輔（恵美子の夫） - モト冬樹

### スタッフ（舞台）
- 原作 - 五十嵐貴久「1995年のスモーク・オン・ザ・ウォーター」（双葉社刊）
- 脚本 - 鈴木哲也
- 演出 - 菅野こうめい
- 原案 - じんのひろあき
- 音楽監督 - 長谷川雅大
- 照明 - 高見和義
- 音響 - 山本浩一
- 美術 - 横田あつみ
- 衣裳 - 十川ヒロコ
- ヘアーメイク - 田中エミ（studio AD）
- 舞台監督 - 瀬崎将孝
- 振付 - air:man
- 宣伝 - る・ひまわり
- 制作 - 大迫久美子、福田智美、須川晴夫
- 制作協力 - 加藤ともみ（よしもとクリエイティブ・エージェンシー）
- プロデューサー - 池田道彦
- 主催 - テレビ朝日
- 協力 - 共同テレビ、ESP、YAMAHA
- 制作協力 - よしもとクリエイティブ・エージェンシー
- 特別協賛 - ハウス食品
- 企画・製作 - アトリエ・ダンカン、テレビ朝日、電通

### 公演日程
- 東京公演 - 2009年11月7日 - 11月15日、ル テアトル銀座byPARCO
- 名古屋公演 - 2009年11月26日、中日劇場
- 富山公演 - 2009年11月28日、オーバード・ホール
- 大阪公演 - 2009年12月1日、大阪厚生年金会館 芸術ホール

## 映画
『ウタヒメ 彼女たちのスモーク・オン・ザ・ウォーター』（ウタヒメ かのじょたちのスモーク・オン・ザ・ウォーター）のタイトルで2012年2月11日より有楽町スバル座にて先行公開、2月18日より全国ロードショー。
映画は2010年9月に撮影された。

### キャスト（映画）
- 井口美恵子 - 黒木瞳
- 友坂かおり - 木村多江
- 立花雪見 - 山崎静代（南海キャンディーズ）
- 広田新子 - 真矢みき
- 井口幸輔 - 西村雅彦
- 勝田芳彦 - 六角精児
- 井口沙耶子 - 栗咲寛子
- 石川達樹 - 太田基裕
- 相島一之
- 赤座美代子
- 佐野史郎

### スタッフ（映画）
- 原作 - 五十嵐貴久「1995年のスモーク・オン・ザ・ウォーター」（双葉社刊）
- 脚本 - 神山由美子
- 撮影 - 川田正幸
- 照明 - 高山喜博
- 録音 - 関根光晶
- 美術 - 古谷良和
- キャスティング - 山口正志
- プロデューサー - 井口喜一
- 監督 - 星田良子
- 配給 - 東京テアトル
- 製作プロダクション - 共同テレビジョン
- 製作 - 「ウタヒメ 彼女たちのスモーク・オン・ザ・ウォーター」製作委員会（共同テレビジョン、フジテレビジョン、ポニーキャニオン、ビーイング、関西テレビ放送、ザックコーポレーション、メモリーテック、アバンティコミュニケーションズ、ワンダーラボラトリー）

### 主題歌（映画）
- ZARD「あの微笑みを忘れないで(2012 Movie-theme ver.)」（B-Gram RECORDS）
『ZARD Album Collection 〜20TH ANNIVERSARY〜』の収録曲で『HOLD ME』から収録された原曲のリアレンジ。『ウタヒメ 彼女たちのスモーク・オン・ザ・ウォーター Original Sound Track』にも収録されている。